# S/y Kołobrzeg
s/y Kołobrzeg – jeden z najstarszych polskich jachtów regatowych, który bierze nadal czynny udział w regatach na Jeziorze Kierskim. Można go również nazwać symbolem wielkopolskiego żeglarstwa śródlądowego. Zbudowany został w 1934 w Hamburgu, natomiast od 1952 cumuje w Bazie Żeglarskiej AZS Poznań. Jacht przeznaczony jest do pływania przybrzeżnego i zatokowego. Jest jachtem mieczowym. Wymaga doskonale wyszkolonej 10-osobowej złogi.

## Historia
s/y Kołobrzeg został znaleziony przez żeglarza i sternika Bogdana Koszewskiego w 1949 w Porcie w Kołobrzegu. Jacht sprowadzono do Poznania rok później i poddano gruntownemu remontowi zgodnie z projektem m.in. Sylwina Zinnera. W 1952 jacht Kołobrzeg wziął udział w pochodzie pierwszomajowym w Poznaniu. Pierwsze regaty, w których popłynął w Polsce odbyły się jednak na jeziorach mazurskich – o Błękitną Wstęgę Mazur. W kolejnych latach Kołobrzeg wielokrotnie wygrywał regaty o Błękitną Wstęgę Jeziora Kierskiego. Pierwszymi Bosmanami jachtu byli Bolesłam Zawodniak i Andrzej Duchowski. W latach 1999–2000 ówczesna załoga jachtu pod kierunkiem Bogdana Zacharowa postanowiła przeprowadzić jego gruntowny remont. Obecnie Kołobrzeg uczestniczy we wszystkich okolicznościowych paradach jachtów żaglowych. Jako jacht drewniany stale wymaga profesjonalnej opieki, aby mógł służyć kolejnym pokoleniom żeglarzy.